# Wren (Ohio)
Pour les articles homonymes, voir Wren.
Wren est un village américain situé dans le comté de Van Wert, dans l'Ohio. Selon le recensement de 2010, sa population est de 194 habitants.